# Lophochorista
Lophochorista is een geslacht van vlinders van de familie spanners (Geometridae), uit de onderfamilie Geometrinae.

## Soorten
- L. calliope Druce, 1892
- L. curtifascia Prout, 1933
- L. diversata Dyar, 1912
- L. lesteraria Grossbeck, 1910
- L. ockendeni Druce, 1911
- L. porioni Herbulot, 1988